# Radziszewski-Synthese
Die Radziszewski-Synthese, auch Debus-Radziszewski-Synthese ist eine Namensreaktion der Organischen Chemie und wurde von Heinrich Debus 1858 beschrieben und von Bronisław Leonard Radziszewski 1882 erweitert. Sie beschreibt die Darstellung von Imidazol und dessen Derivaten. Zu diesem Zweck wird ein  1,2-Diketon mit Ammoniak und einem Aldehyd umgesetzt. 

## Geschichte
Heinrich Debus entdeckte 1858 durch Reaktion von Glyoxal mit Ammoniak das Imidazol. Aus dieser Reaktion stammt der veraltete Name Glyoxalin für Imidazol. Bronisław Radziszewski erweiterte und verallgemeinerte 1882 diese Reaktion und konnte dadurch Imidazol-Derivate gewinnen.

## Reaktionsmechanismus
Aus 1,2-Diketonen, Ammoniak und einem Aldehyd wird das entsprechende Imidazol dargestellt. Dieser Mechanismus geschieht in zwei wesentlichen Reaktionsschritten, die im Folgenden beschrieben werden.

### Erster Schritt
Ammoniak reagiert mit den Carbonylgruppen des Diketons unter Wasserabspaltung zu einem Diimin, also einer Schiffschen Base.

### Zweiter Schritt
Anschließend erfolgt ein Angriff des Imins auf die Carbonylgruppe des Aldehyds. Es bildet sich unter Wasserabspaltung das gewünschte Imidazol.